# MarShon Brooks
MarShon Scitif Brooks (Long Branch, 26 gennaio 1989) è un cestista statunitense, che gioca come guardia.

## Carriera
Il 23 giugno 2011 viene selezionato al Draft NBA 2011 come 25ª scelta assoluta dai Boston Celtics, che lo cedono immediatamente ai New Jersey Nets in cambio di JaJuan Johnson e una seconda scelta al Draft NBA 2014. L'8 febbraio 2012 viene selezionato per partecipare al Rising Stars Challenge e assegnato al Team Chuck. Il 14 maggio si classifica 10º nelle votazioni per il premio Rookie of the Year con 4 punti totali. Viene inoltre inserito nell'All-Rookie Second Team. Nella sua stagione da matricola ha disputato 56 partite, con una media di 12,6 punti (terza miglior matricola), 3,6 rimbalzi, 2,3 assist e 0,9 palle rubate.  Nella sua seconda stagione Avery Johnson, allenatore dei Nets decide di conferirgli un minutaggio inferiore e Brooks ammetterà in seguito di aver percepito "problemi di fiducia". Con l'arrivo sulla panchina dei Nets di P.J. Carlesimo il minutaggio aumenta e il suo gioco ne beneficia. Il 3 aprile 2013 viene schierato titolare contro i Cleveland Cavaliers in sostituzione dell'infortunato Joe Johnson, e realizza un career-high di 27 punti, tirando dal campo con 12/16.
Il 12 luglio 2013 viene ceduto insieme a Gerald Wallace, Kris Humphries, Kris Joseph, Keith Bogans e alcune scelte ai Draft futuri ai Boston Celtics in cambio di Paul Pierce, Kevin Garnett e Jason Terry, andando a giocare così nella squadra che lo aveva selezionato 2 anni prima. Il 1º gennaio 2014 viene assegnato ai Maine Red Claws; il successivo 9 gennaio viene reintegrato nel roster dei Celtics. Il 15 gennaio viene ceduto ai Golden State Warriors in una trade a tre squadre che ha coinvolto anche i Miami Heat. L'1 e l'11 febbraio viene assegnato ai Santa Cruz Warriors e reintegrato il giorno successivo.
Infine il 19 febbraio 2014 viene ceduto insieme a Kent Bazemore ai Los Angeles Lakers, in cambio di Steve Blake.
Nel luglio 2014 gioca e vince con i Sacramento Kings la Summer League; non viene tuttavia confermato nel roster dei californiani.
L'8 agosto 2014 Brooks firma quindi un contratto annuale con l'EA7 Olimpia Milano.. Al termine della stagione in cui disputa anche l'Eurolega il contratto non viene rinnovato e nell'estate 2015 firma un contratto con i cinesi del Jiangsu Nangang Dragons Nanjing.
Il 27 marzo 2018, dopo tre anni ad alto livello in Cina, torna a giocare in NBA firmando un contratto decadale con i Memphis Grizzlies. Viste le prestazioni convincenti che lo hanno visto mettere a segno ben 70 punti nelle sue prime 3 gare, la dirigenza della franchigia del Tennessee decide di rinnovargli il contratto fino al 30 giugno 2019.
Il 15 dicembre 2018 avrebbe dovuto essere ceduto ai Phoenix Suns in una trade a 3 squadre che ha coinvolto anche gli Washington Wizards, ma la trade è saltata per via del fatto che lui era stato confuso col compagno di squadra omonimo Dillon Brooks da parte dei Suns.
Verrà ceduto poco tempo dopo (precisamente a inizio gennaio 2019) ai Chicago Bulls, che lo tagliano pochi giorni dopo il suo arrivo.
Il 21 febbraio 2019 torna in Cina firmando con i Guangdong Tigers.

## Statistiche

### College
| Anno      | Squadra           | PG  | PT | MP   | TC%  | 3P%  | TL%  | RP  | AP  | PRP | SP  | PP   |
| --------- | ----------------- | --- | -- | ---- | ---- | ---- | ---- | --- | --- | --- | --- | ---- |
| 2007-2008 | Providence Friars | 18  | 0  | 9,3  | 38,2 | 26,3 | 71,4 | 0,9 | 0,4 | 0,3 | 0,2 | 3,4  |
| 2008-2009 | Providence Friars | 32  | 0  | 21,8 | 43,7 | 31,3 | 68,4 | 3,6 | 1,4 | 1,1 | 0,7 | 10,6 |
| 2009-2010 | Providence Friars | 31  | 25 | 26,6 | 46,7 | 35,1 | 71,1 | 4,2 | 1,4 | 1,3 | 0,5 | 14,2 |
| 2010-2011 | Providence Friars | 32  | 31 | 36,5 | 48,3 | 34,0 | 77,2 | 7,0 | 2,5 | 1,5 | 1,2 | 24,6 |
| Carriera  | Carriera          | 113 | 56 | 25,3 | 46,4 | 33,3 | 73,9 | 4,3 | 1,5 | 1,1 | 0,7 | 14,4 |

### NBA

#### Regular Season
| Anno      | Squadra           | PG  | PT | MP   | TC%  | 3P%  | TL%  | RP  | AP  | PRP | SP  | PP   |
| --------- | ----------------- | --- | -- | ---- | ---- | ---- | ---- | --- | --- | --- | --- | ---- |
| 2011-2012 | N.J. Nets         | 56  | 47 | 29,4 | 42,8 | 31,3 | 76,4 | 3,6 | 2,3 | 0,9 | 0,3 | 12,6 |
| 2012-2013 | Brooklyn Nets     | 73  | 2  | 12,5 | 46,3 | 27,3 | 73,4 | 1,4 | 1,0 | 0,5 | 0,2 | 5,4  |
| 2013-2014 | Boston Celtics    | 10  | 0  | 7,3  | 37,5 | 50,0 | 78,6 | 1,9 | 0,4 | 0,1 | 0,1 | 3,1  |
| 2013-2014 | G.S. Warriors     | 7   | 0  | 2,1  | 38,5 | 0,0  | 75,0 | 0,7 | 0,0 | 0,1 | 0,0 | 1,9  |
| 2013-2014 | L.A. Lakers       | 18  | 0  | 12,7 | 48,9 | 57,9 | 69,2 | 1,7 | 1,2 | 0,7 | 0,2 | 6,4  |
| 2017-2018 | Memphis Grizzlies | 7   | 1  | 27,6 | 50,0 | 59,4 | 87,0 | 3,0 | 3,6 | 1,6 | 0,4 | 20,1 |
| 2018-2019 | Memphis Grizzlies | 29  | 0  | 13,3 | 45,0 | 27,8 | 69,7 | 1,6 | 0,9 | 0,3 | 0,1 | 6,6  |
| Carriera  | Carriera          | 200 | 50 | 17,3 | 44,7 | 34,5 | 75,1 | 2,1 | 1,4 | 0,6 | 0,2 | 8,0  |

#### Playoffs
| Anno     | Squadra       | PG | PT | MP  | TC%  | 3P% | TL% | RP  | AP  | PRP | SP  | PP  |
| -------- | ------------- | -- | -- | --- | ---- | --- | --- | --- | --- | --- | --- | --- |
| 2013     | Brooklyn Nets | 7  | 0  | 5,7 | 37,5 | 0,0 | 100 | 0,7 | 0,4 | 0,0 | 0,0 | 1,1 |
| Carriera | Carriera      | 7  | 0  | 5,7 | 37,5 | 0,0 | 100 | 0,7 | 0,4 | 0,0 | 0,0 | 1,1 |

## Palmarès
- NCAA AP All-America Third Team (2011)
- NBA All-Rookie Second Team (2012)
- NBA Summer League (2014)